# سغزي
سغزي (بالفارسية: سگزی) هي مدينة تقع في إيران في البلدة المركزية. يقدر عدد سكانها بـ 4,392 نسمة .